# Gmina Kiruna
Gmina Kiruna (szw. Kiruna kommun) – gmina w Szwecji, w regionie Norrbotten, siedzibą jej władz jest Kiruna. Inne większe wsie to Vittangi, Jukkasjärvi, Svappavaara, Karesuando i Övre Soppero.
Pod względem zaludnienia Kiruna jest 105. gminą w Szwecji. Zamieszkuje ją 23 254 osób, z czego 48,59% to kobiety (11 298) i 51,41% to mężczyźni (11 956). W gminie zameldowanych jest 860 cudzoziemców. Na każdy kilometr kwadratowy przypada 1,2 mieszkańca. Pod względem powierzchni gmina zajmuje 1. miejsce w Szwecji. Jest to także najdalej na północ wysunięta gmina w Szwecji, w całości leżąca za kołem podbiegunowym.